# トゥボン川
トゥボン川（ベトナム語：Sông Thu Bồn / 瀧秋盆）はベトナム中部クアンナム省の川。主流は約205キロメートルでホイアン市の旧市街を流れ、同市の東部で南シナ海（ベトナムでは、Biển Đông 東海）へと流れる。ホアイ川とも呼ばれる。